# Spacer's Toulouse Volley
Maillots
Actualités
Dernière mise à jour : 19 mai 2025.
Les Spacer's Toulouse Volley sont un club de volley-ball français fondé en 1994 et basé à Toulouse. Il est issu de la fusion des sections volley-ball du Toulouse Université Club (TUC) et du Toulouse Olympique Aérospatiale Club (TOAC). Le club évolue actuellement en Ligue A du championnat de France de volley-ball, le plus haut niveau national.

## Origine et Historique du Club
En 1992, le TOAC accède au Championnat de France de Pro B.
En 1994, les équipes du TOAC, évoluant en Pro B, et du TUC, en Nationale 2, fusionnent pour créer le « TOAC-TUC VB », une seule entité visant à renforcer la compétitivité du volley-ball toulousain.
En 1996, le président du club de basket les « Spacer’s Toulouse » propose de regrouper les clubs de basket-ball, handball, rugby à XIII et volley-ball sous une même enseigne et donc former un club omnisports afin de communiquer d’une meilleure manière sur ces sports dit « mineurs » par rapport au rugby à XV et au football sur Toulouse. L'équipe 1 du « TOAC-TUC VB » prend alors la dénomination de « Spacer's Toulouse Volley-ball ».
En 1999, le club de basket-ball toulousain, locomotive de ce projet, descendant dans la division inférieure, et leur Président décidant d’arrêter de diriger le club, l’entité Spacer’s Toulouse est alors abandonnée par tous les clubs, sauf pour le volley-ball qui utilise encore cette appellation pour communiquer sur son équipe professionnelle.
En 2005, les Toulousains terminent champions de France de PRO B. Ils accèdent alors au championnat PRO A.
Lors de la saison 2006/2007, le club échoue en 1/2 finale du championnat de France et en 1/2 finale de la Coupe de France. Les Spacer's Toulouse Volley-Ball termineront 4e du championnat, c'est le meilleur classement de l'histoire du club jusque-là. Il se qualifie alors pour la Coupe d'Europe.
Le club toulousain atteindra les 1/4 de finale de la Coupe d'Europe (CEV Cup) en échouant contre la M. Roma Volley (futur vainqueur de l'édition).
Le 28 janvier 2011, le club bat le record d'affluence pour un match du championnat de France de Ligue A Masculine : 4 223 spectateurs au Palais des Sports André Brouat de Toulouse. Record réalisé lors du match Toulouse-Cannes comptant pour la 16e journée du championnat.
Lors de la saison 2012/2013, le club se qualifie pour sa 1re finale de Coupe de France et c'est une défaite face à Tours,.
Après une nouvelle 4e place en championnat lors de la saison 2013/2014, le club est qualifié en coupe d'Europe (CEV Cup) pour la saison 2014/2015. Il est alors éliminé par le Dynamo Moscou en 1/4 de finale, futur vainqueur de l'épreuve,,.
Cette quatrième place en saison régulière de Ligue A est de nouveau atteinte lors de la saison 2015/2016.
En 2017-2018, le club se qualifie pour la première fois de son histoire en Ligue des champions. Après un tour dé barrage remporté contre les serbes de Novi Sad, les Spacer's intègrent la phase de poule. La poule D, aux côtés des russes du Zenit Kazan, réputé meilleur club du monde, des polonais de Jastrzębski Węgiel et des allemands de Berlin Recycling Volleys. Une poule très relevée ou les toulousains perdent leurs six matchs, ne marquant qu'un unique point lors de la défaite à domicile 2-3 contre le polonais de Jastrzębski,,. Les toulousains sont aussi en grandes difficultés en championnats cette saison là, et termine à la douzième et dernière place. Il est néanmoins sauvé de la relégation grâce au passage de la Ligue A de douze à quatorze clubs.
Le 22 mars 2025, lors de la 26e et dernière journée face au Paris Volley, le club réalise sa meilleure affluence depuis 2011 avec 3 100 spectateurs au Palais des Sports André Brouat.

## Historique des logos

Logo de 1996 à octobre 2011
Logo de octobre 2011 à juin 2012
Logo de juin 2012 à 2021
Logo actuel depuis 2023

## Slogan
"Décrochons les étoiles"

## Palmarès et résultats

### Palmarès
| Compétitions nationales                                                                      | Compétitions européennes                           |
| - Coupe de France - Finaliste : 2013 - Ligue A - Finaliste : 2017 - Pro B - Vainqueur : 2005 | - CEV Cup masculine - Quart de finale : 2008, 2015 |

### Bilan par saison
Le tableau suivant présente les résultats par saison du club depuis 1999-2000 à la saison la plus récente :
| Saison    | Division | Saison régulière | Phase finale (Play-off) | Coupe de France    | Supercoupe de France | Challenge Cup | CEV Cup masculine | Ligue des Champions |
| --------- | -------- | ---------------- | ----------------------- | ------------------ | -------------------- | ------------- | ----------------- | ------------------- |
| 2025-2026 | Ligue A  | ?e/14            |                         |                    | —                    | —             | —                 | —                   |
| 2024-2025 | Ligue A  | 7e/13            | Quart de finale         | Demi-finale        | —                    | —             | —                 | —                   |
| 2023-2024 | Ligue A  | 7e/14            | Quart de finale         | Quart de finale    | —                    | —             | —                 | —                   |
| 2022-2023 | Ligue A  | 11e/14           | —                       | Huitième de finale | —                    | —             | —                 | —                   |
| 2021-2022 | Ligue A  | 11e/14           | —                       | Huitième de finale | —                    | —             | —                 | —                   |
| 2020-2021 | Ligue A  | 11e/14           | —                       | Annulée            | —                    | —             | —                 | —                   |
| 2019-2020 | Ligue A  | 8e/14            | Annulée                 | Demi-finale        | Annulée              | Annulée       | Annulée           | Annulée             |
| 2018-2019 | Ligue A  | 11e/13           | —                       | Quart de finale    | Annulée              | —             | —                 | —                   |
| 2017-2018 | Ligue A  | 12e/12           | —                       | —                  | —                    | —             | —                 | 4e Poule D          |
| 2016-2017 | Ligue A  | 6e/12            | Finaliste               | Demi-finale        | —                    | —             | —                 | —                   |
| 2015-2016 | Ligue A  | 4e/14            | Quart de finale         | Huitième de finale | —                    | —             | —                 | —                   |
| 2014-2015 | Ligue A  | 7e/14            | Quart de finale         | Demi-finale        | —                    | —             | Quart de finale   | —                   |
| 2013-2014 | Ligue A  | 4e/14            | Quart de finale         | Demi-finale        | —                    | —             | —                 | —                   |
| 2012-2013 | Ligue A  | 12e/14           | —                       | Finaliste          | —                    | —             | —                 | —                   |
| 2011-2012 | Ligue A  | 10e/14           | —                       | Huitième de finale | —                    | —             | —                 | —                   |
| 2010-2011 | Ligue A  | 12e/14           | —                       | Huitième de finale | —                    | —             | —                 | —                   |
| 2009-2010 | Ligue A  | 9e/16            | —                       | Quart de finale    | —                    | —             | —                 | —                   |
| 2008-2009 | Pro A    | 5e/14            | Quart de finale         | Demi-finale        | —                    | —             | —                 | —                   |
| 2007-2008 | Pro A    | 9e/14            | —                       | —                  | —                    | —             | Quart de finale   | —                   |
| 2006-2007 | Pro A    | 4e/14            | Demi-finale             | Demi-finale        | —                    | —             | —                 |                     |
| 2005-2006 | Pro A    | 9e/14            | —                       | —                  | —                    | —             | —                 | —                   |
| 2004-2005 | Pro B    | 1e/12            | Vainqueur               | —                  | —                    | —             | —                 | —                   |
| 2003-2004 | Pro A    | 14e/14           | —                       | —                  | —                    | —             | —                 | —                   |
| 2002-2003 | Pro A    | 11e/14           | —                       | —                  | —                    | —             | —                 | —                   |
| 2001-2002 | Pro A    | 12e/13           | —                       | —                  | —                    | —             | —                 | —                   |
| 2000-2001 | Pro A    | 13e/14           | —                       | —                  | —                    | —             | —                 | —                   |
| 1999-2000 | Pro A    | 14e/14           | —                       | —                  | —                    | —             | —                 | —                   |

## Personnages du club

### Présidents
Le tableau suivant présente la liste des présidents du club depuis 1994.
| Rang | Nom               | Période   |
| ---- | ----------------- | --------- |
| 1    | Christian Fédérot | 1994-2003 |
| 2    | Michel Rondeau    | 2003-2008 |
| 3    | Jean Azéma        | 2008-2022 |
| 4    | Yann Kerihuel     | 2022-     |

### Entraîneurs
Le tableau suivant présente la liste des entraîneurs du club depuis 1995.
| Rang | Nom               | Période (*)   |
| ---- | ----------------- | ------------- |
| 1    | Laurent Delabarre | 1995-1998 (3) |
| 2    | Yamandú Peralta   | 1998-2000 (2) |
| 3    | Olivier Lardier   | 2000-2002 (3) |
| 4    | Joël Pujols       | 2002-2003 (1) |
| 5    | Jean-René Akono   | 2003-2004 (1) |
| 6    | Josef Smolka      | 2004-2011 (7) |
| 7    | Cédric Énard      | 2011-2017 (6) |
| 8    | Stéphane Sapinart | 2017-2022 (4) |
| 9    | Patrick Duflos    | 2022-         |

## Effectifs

### Saison 2025-2026(à venir)
| No                          | Nom                          | Date de naissance           | Taille                       | Poids                        | Poste                        | Au club depuis |
| --------------------------- | ---------------------------- | --------------------------- | ---------------------------- | ---------------------------- | ---------------------------- | -------------- |
| 12                          | Jules Duthoit                | 4 octobre 2005              | 204                          |                              | Central                      | 2024           |
| 13                          | Théo Martzluff               | 21 avril 2007               | 203                          |                              | Passeur                      | 2025           |
| 18                          | Facundo Santucci             | 6 mars 1987                 | 185                          |                              | Libero                       | 2021           |
| -                           | Thomas Gill                  | 3 août 2000                 | 199                          |                              | Passeur                      | 2024           |
| -                           | Marcelo Jose Da Silva Junior | 11 novembre 2001            | 200                          |                              | Attaquant                    | 2025           |
| -                           | Pierre Derouillon            | 6 juin 1999                 | 194                          |                              | Réceptionneur-attaquant      | 2025           |
| -                           | Tibo Rippert                 | 15 novembre 2001            | 193                          |                              | Réceptionneur-attaquant      | 2025           |
| -                           | Wilson Silva                 | 5 juin 1999                 | 195                          |                              | Réceptionneur-attaquant      | 2025           |
| -                           | Auguste Guérin               | 27 août 2000                | 195                          |                              | Central                      | 2025           |
| -                           | Axel Téllez Rodríguez        | 8 octobre 1999              | 205                          |                              | Central                      | 2025           |
|                             |                              |                             |                              |                              |                              |                |
| Encadrement technique       | Encadrement technique        |                             | Légende                      | Légende                      | Légende                      |                |
| Entraîneur : Patrick Duflos | Entraîneur : Patrick Duflos  | Entraîneur : Patrick Duflos | : Capitaine                  | : Capitaine                  | : Capitaine                  |                |
| Entraîneur(s) adjoint(s) :  | Entraîneur(s) adjoint(s) :   | Entraîneur(s) adjoint(s) :  | : Joueur blessé actuellement | : Joueur blessé actuellement | : Joueur blessé actuellement |                |

| Équipe type : Spacer's Toulouse                             |
| \| ? · # ? · # ? · # ? · # ? · # ? · # ? Santucci · # 18 \| |
| ? · # ? · # ? · # ? · # ? · # ? · # ? Santucci · # 18       |

| ? · # ? · # ? · # ? · # ? · # ? · # ? Santucci · # 18 |

## Galerie photos
Toulouse UC 1993/1994 - Championnat de France Nationale 2
Toulouse OAC 1992/1993 - Championnat de France PROB
Toulouse OAC 1990/1991 - Championnat de France Nationale 2

## Galerie

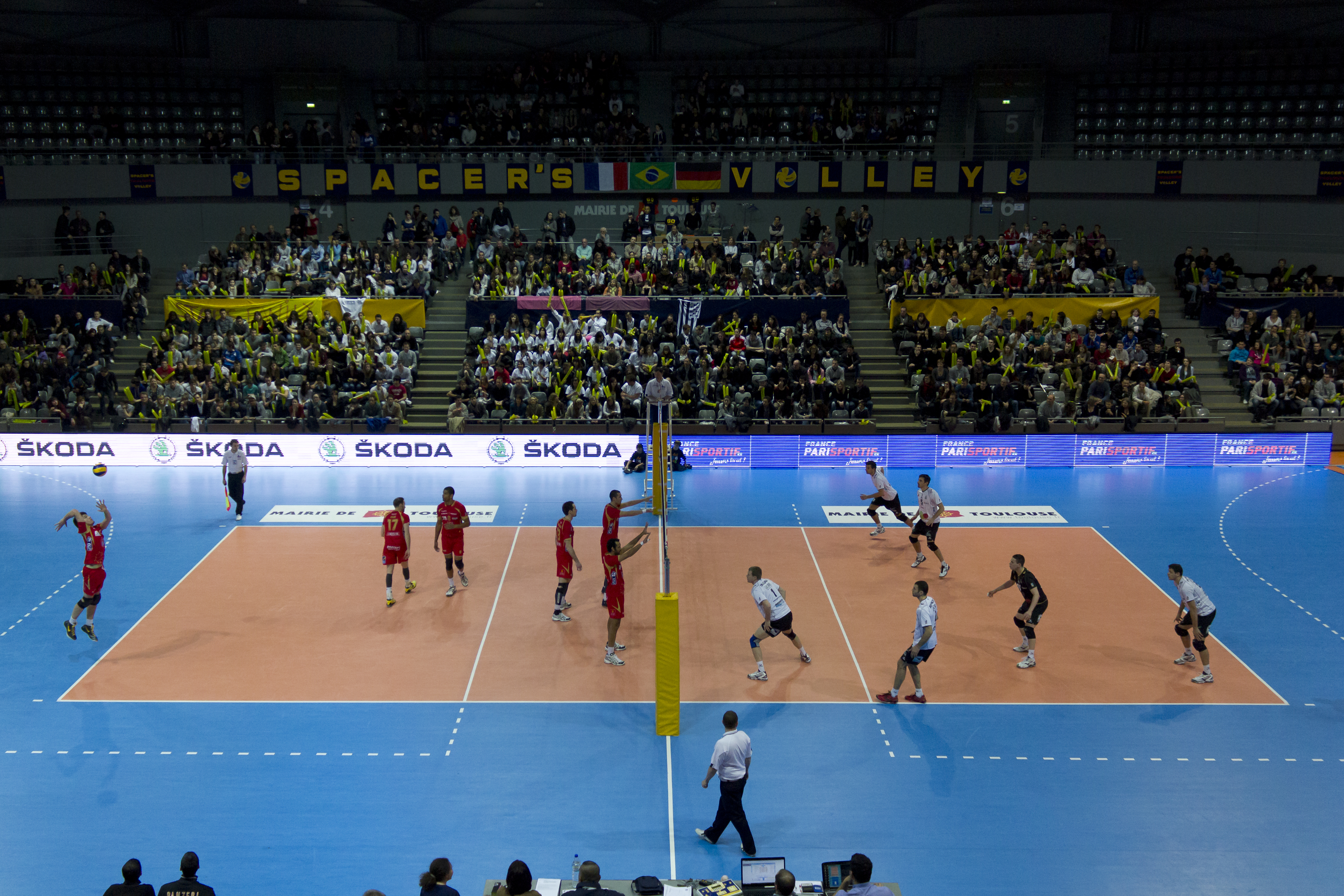
Match au palais des sports de Toulouse
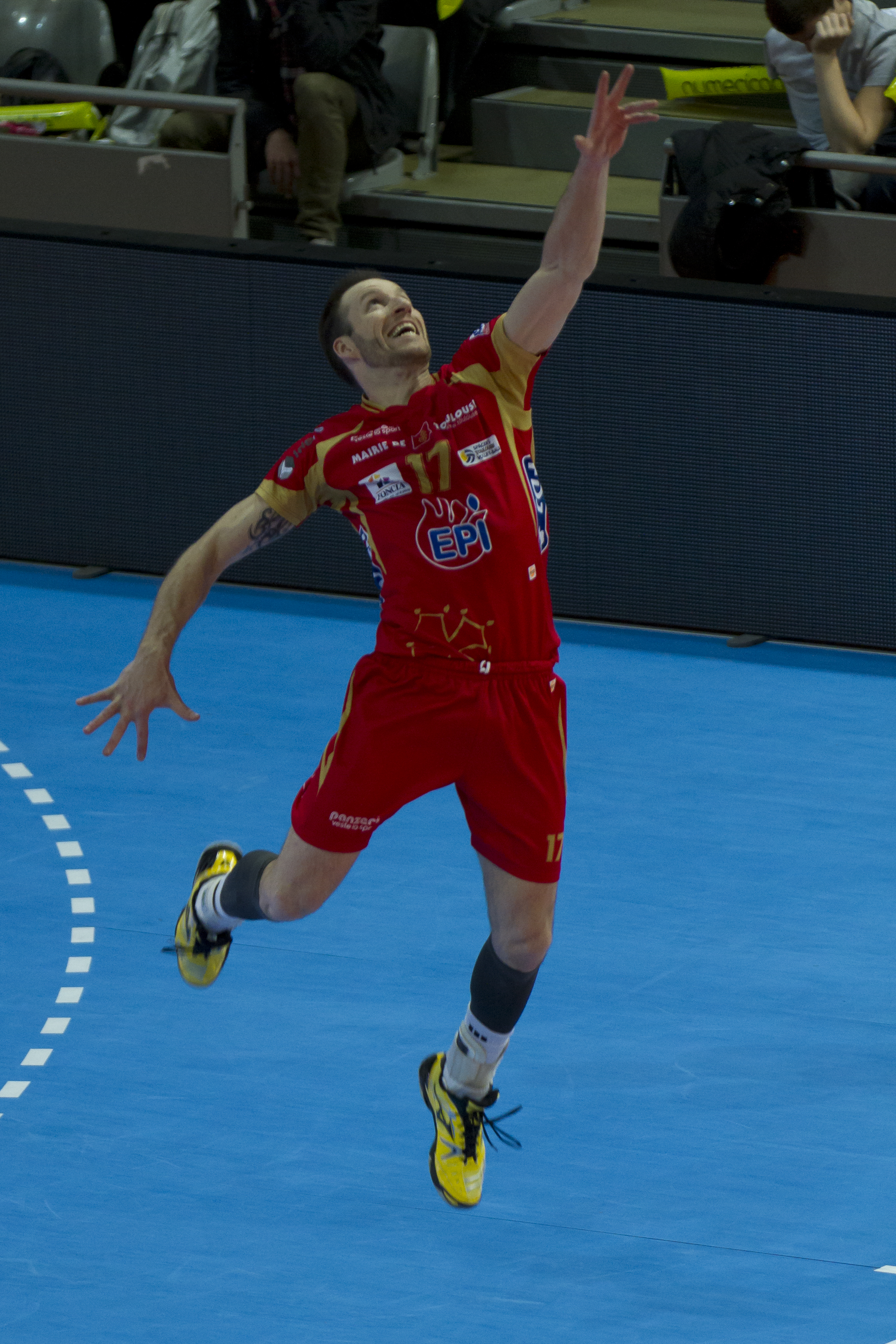
Service
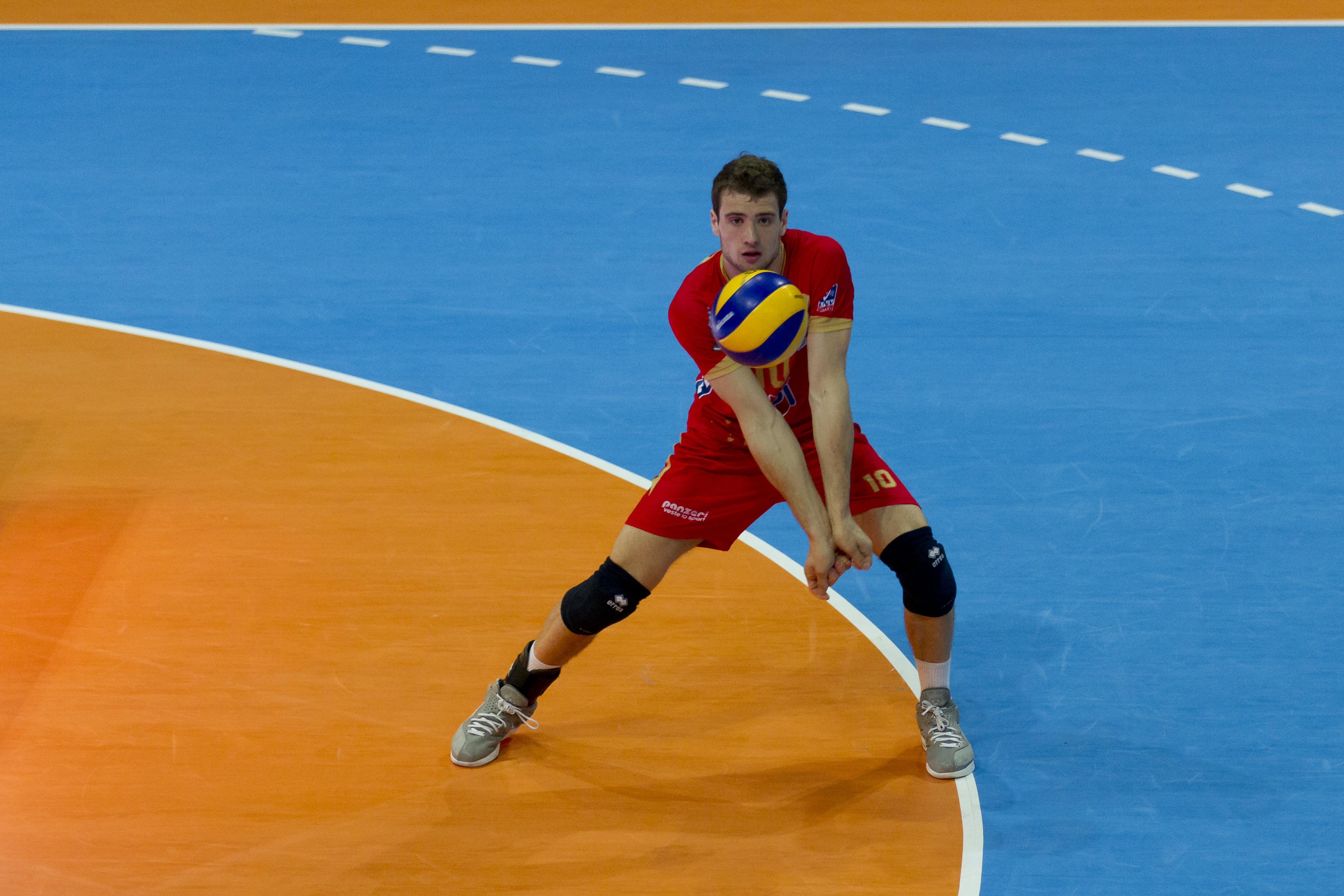
Réception
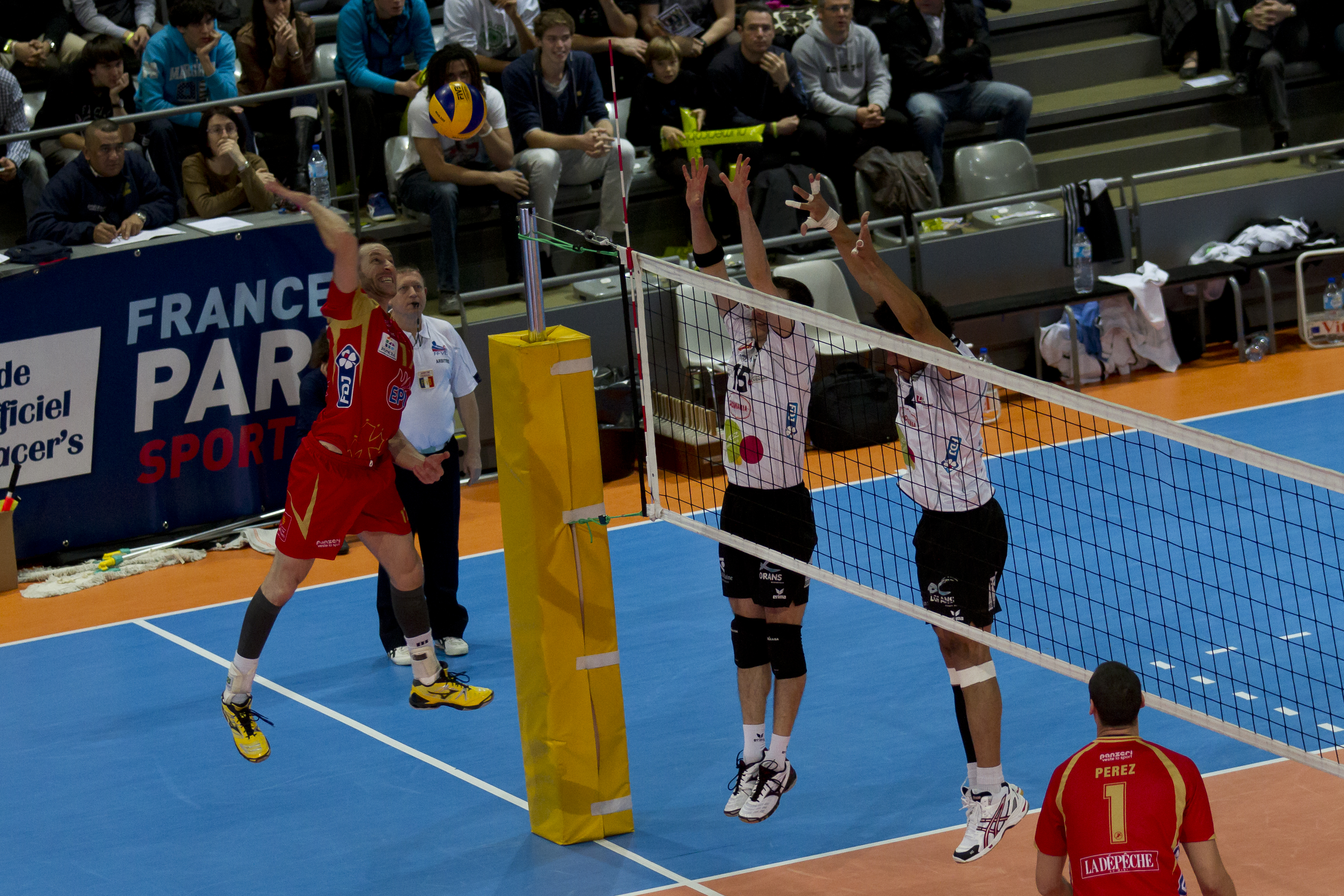
Attaque
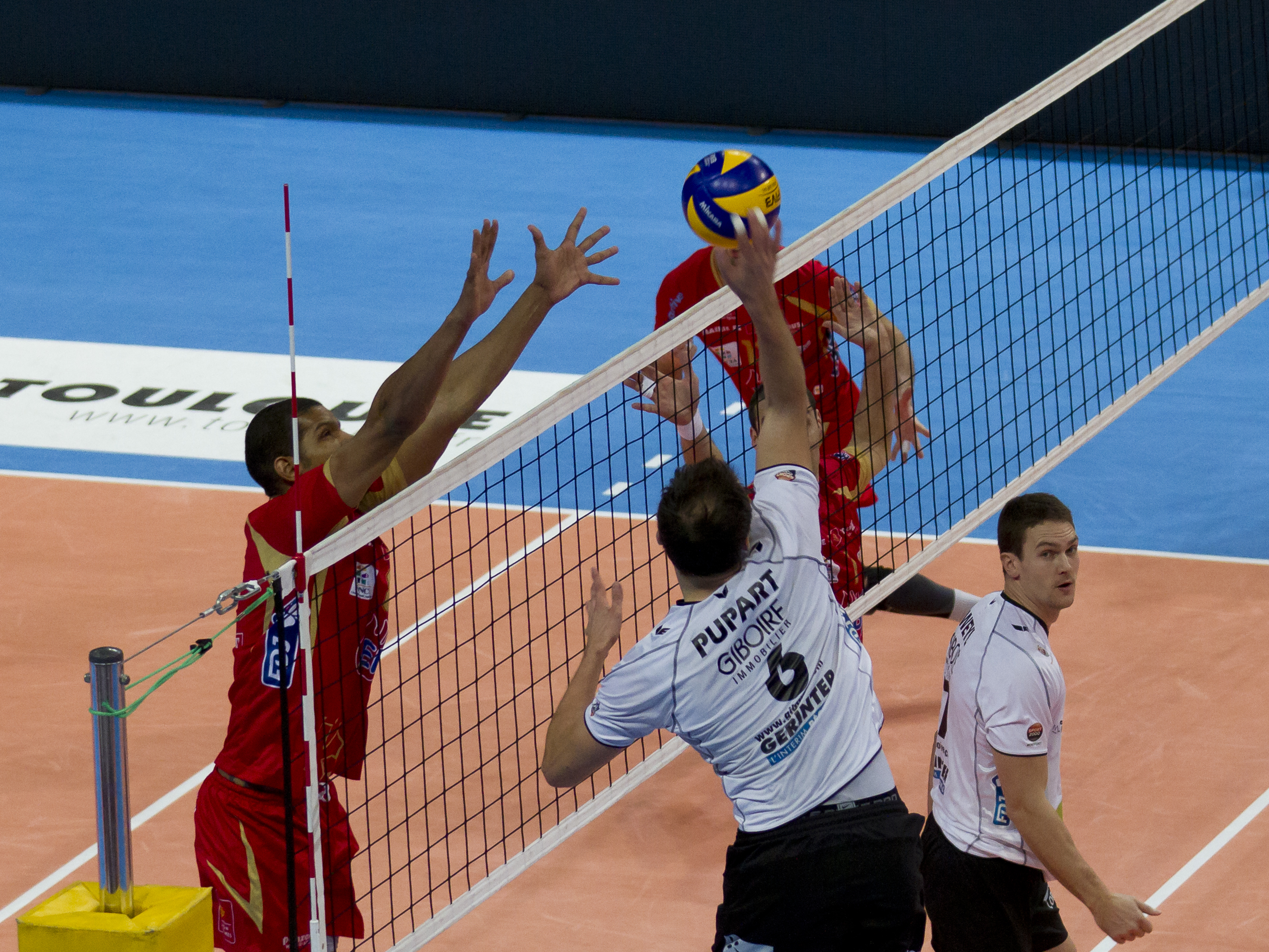
Contre
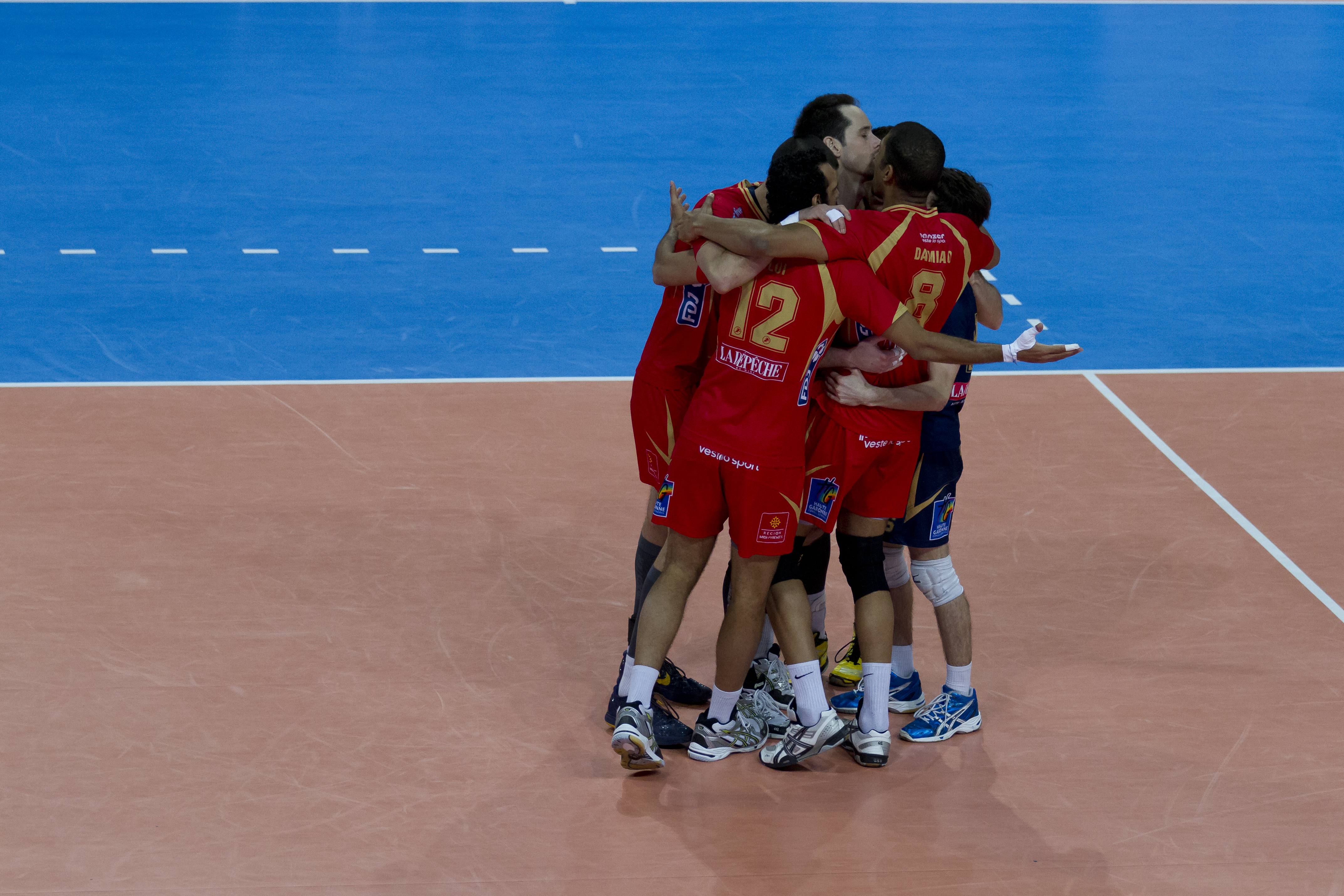
Célébration Toulousaine